# Gottfried Eberlein
Gottfried Eberlein (* 31. Mai 1936 in Bernsbach; † 11. Dezember 2023; auch Goy Eberlein) war ein Fußballspieler in der DDR-Oberliga. Dort war er für den SC Wismut Karl-Marx-Stadt und die BSG Wismut Aue aktiv. Mit dem SC Wismut wurde er 1959 DDR-Meister, für die DDR-B-Nationalmannschaft bestritt er ein Länderspiel.

## Sportliche Laufbahn
Der 22-jährige Eberlein kam 1959 zum in Aue beheimateten Oberligisten SC Wismut Karl-Marx-Stadt, um den mit Siegfried Kaiser (33), Willy Tröger (31) und Kurt Viertel (30) überalterten Angriff zu verjüngen. Nach einigen Experimenten im Sturm setzte Trainer Gerhard Hofmann Eberlein erstmals am 8. Oberligaspieltag ein. In der Begegnung Aktivist Brieske-Senftenberg – SC Wismut (1:2) am 26. April 1959 spielte Eberlein auf der rechten Angriffsseite. Dank der Ausfälle von Klaus Zink und Siegfried Kaiser kam er in seiner ersten Oberligasaison auf elf Punktspieleinsätze, in denen er mit seinen fünf Toren seine Treffsicherheit nachwies. Sein erstes Oberligator erzielte er am 12. Spieltag beim Auswärtsspiel bei Dynamo Berlin (1:1). Am Saisonende konnte er mit seiner Mannschaft den Gewinn der DDR-Meisterschaft feiern. Mit seinen drei Spielen und zwei Toren war Eberlein auch maßgeblich am Erreichen des Finales um den DDR-Fußballpokal beteiligt. Es waren zwei Spiele notwendig, da die erste Begegnung gegen Dynamo Berlin 0:0 geendet hatte. In diesem Spiel war Eberlein nicht beteiligt, stand aber in der zweiten Partie als Mittelstürmer auf dem Platz. Dem SC Wismut gelang nicht das Double, die Berliner gewannen mit 3:2. Während Eberlein in den 1959er Europapokalspielen des SC Wismut nicht zum Einsatz kam, hatte er mit der B-Nationalmannschaft eine internationale Bewährung. Am 23. September 1959 wurde er in der Begegnung Tschechoslowakei – DDR (0:0) ebenfalls als Mittelstürmer aufgeboten. Es blieb sein einziges internationales Spiel.
Nachdem Eberlein bis dahin hauptsächlich in den Spielen der Oberligareserve eingesetzt worden war, gelang ihm erst 1962/63, die Fußballsaison war inzwischen auf den Sommer-Frühjahr-Rhythmus umgestellt worden, der Sprung in die Stammelf der Wismut-Mannschaft. In der Regel als Mittelstürmer aufgeboten absolvierte er 24 der 26 ausgetragenen Punktspiele, wobei sich seine Torausbeute mit vier Treffern im Rahmen hielt. Auch nachdem im Sommer 1963 der SC Wismut Karl-Marx-Stadt aufgelöst und die Fußballsektion in die Betriebssportgemeinschaft (BSG)
Wismut Aue überführt worden war, konnte Eberlein seinen Platz in der Stammelf auch in den folgenden Jahren behaupten. In der Saison 1968/69 gelang es dem inzwischen 32-Jährigen einmalig alle 26 Punktspiele zu bestreiten, allerdings blieb er erstmals als Stammspieler ohne Meisterschaftstor, obwohl er noch überwiegend im Angriff eingesetzt wurde. Seine letzte Oberligasaison bestritt Eberlein in der Spielzeit 1969/70, in der noch einmal 19 Punktspiele bestritt. Er war jedoch nur noch Ersatzspieler, absolvierte lediglich als Linksaußenstürmer drei Begegnungen über die volle Spielzeit. Sein letztes Punktspieltor erzielte er am 2. Mai 1970 beim 3:2-Sieg bei Stahl Riesa. Am 31. Mai 1970 bestritt Eberlein sein letztes Spiel für Wismut Aue, als er in der Begegnung des 26. und letzten Saisonspieltages FC Karl-Marx-Stadt – Wismut Aue (1:2) noch einmal für 67 Minuten als Stürmer eingesetzt wurde.
Zwischen 1959 und 1970 absolvierte Eberlein für den SC Wismut Karl-Marx-Stadt und die BSG Wismut Aue 207 Oberligaspiele, in denen er 27 Tore schoss. Außerdem spielte er in 26 DDR-Pokalspielen mit und war dort dreimal mit Toren erfolgreich. Als Freizeitfußballer spielte er anschließend bei der BSG Aufbau Aue-Bernsbach in der drittklassigen Bezirksliga Karl-Marx-Stadt.